# Campeonato Citadino de Sorocaba de 1950
O Campeonato de Futebol da Liga Sorocaba de Futebol (LISOFU) de 1950 foi a décima quarta edição do Campeonato Citadino de Sorocaba.
Disputado entre 07 de Maio e 26 de Novembro daquele ano teve o Fortaleza como campeão e o Estrada na segunda colocação.
Ao todo, foram 20 jogos, com 67 gols marcados (uma média de 3,35 por jogo).
Antes do Campeonato Citadino houve um Torneio Início, promovido pela LISOFU, onde se sagrou vencedor o Votorantim.

## Participantes
- Associação Atlética Scarpa
- Clube Atlético Votorantim
- Esporte Clube São Bento
- Estrada de Ferro Sorocabana Futebol Clube
- Fortaleza Clube

## Torneio Início
|  | Eliminatória | Eliminatória | Eliminatória |  |  | Semifinais | Semifinais | Semifinais |  |  | Finais | Finais     | Finais |
|  |              |              |              |  |  |            |            |            |  |  |        |            |        |
|  |              |              |              |  |  |            | Scarpa     | 1          |  |  |        |            |        |
|  |              | São Bento    | 0(1)         |  |  |            | São Bento  | 0          |  |  |        |            |        |
|  |              | Fortaleza    | 0(0)         |  |  |            |            |            |  |  |        | Votorantim | 1      |
|  |              |              |              |  |  |            |            |            |  |  |        | Scarpa     | 0      |
|  |              |              |              |  |  |            | Votorantim | 0(1)       |  |  |        |            |        |
|  |              |              |              |  |  |            | Estrada    | 0(0)       |  |  |        |            |        |

## Tabela
PRIMEIRO TURNO
07/05 - CA Votorantim 2x0 EF Sorocabana
14/05 - Fortaleza 2x2 EC Sao Bento
28/05 - AA Scarpa 3x2 CA Votorantim
11/06 - AA Scarpa 1x1 EC Sao Bento
25/06 - Fortaleza 3x3 EF Sorocabana
02/07 - EF Sorocabana 4x1 EC Sao Bento
16/07 - AA Scarpa 1x1 Fortaleza
23/07 - EF Sorocabana 4x1 AA Scarpa
30/07 - EC Sao Bento 3x1 CA Votorantim
06/08 - CA Votorantim 1x2 Fortaleza
SEGUNDO TURNO
03/09 - EF Sorocabana 2x2 CA Votorantim
10/09 - EC Sao Bento 3x3 AA Scarpa
17/09 - EF Sorocabana 1x2 Fortaleza
24/09 - CA Votorantim 0x1 AA Scarpa
01/10 - EC Sao Bento 1x1 Fortaleza
08/10 - AA Scarpa 1x2 EF Sorocabana
05/11 - EC Sao Bento 2x2 EF Sorocabana
12/11 - Fortaleza 2x0 CA Votorantim
19/11 - CA Votorantim 0x3 EC Sao Bento
26/11 - Fortaleza 1x0 AA Scarpa

## Classificação final
| Tabela de classificação | Tabela de classificação | Tabela de classificação | Tabela de classificação | Tabela de classificação | Tabela de classificação | Tabela de classificação | Tabela de classificação | Tabela de classificação | Tabela de classificação | Tabela de classificação |
| Pos. | Time                    | J                       | PG                      | V                       | E                       | D                       | GP                      | GS                      | SG                      |                         |
| --- | ----------------------- | ----------------------- | ----------------------- | ----------------------- | ----------------------- | ----------------------- | ----------------------- | ----------------------- | ----------------------- | ----------------------- |
| 1 | Fortaleza               | 8                       | 12                      | 4                       | 4                       | 0                       | 14                      | 9                       | 5                       |                         |
| 2 | Estrada                 | 8                       | 9                       | 3                       | 3                       | 2                       | 18                      | 12                      | 6                       |                         |
| 3 | São Bento               | 8                       | 9                       | 2                       | 5                       | 1                       | 16                      | 14                      | 2                       |                         |
| 4 | Scarpa                  | 8                       | 7                       | 2                       | 3                       | 3                       | 11                      | 14                      | -3                      |                         |
| 5 | Votorantim              | 8                       | 3                       | 1                       | 1                       | 6                       | 8                       | 16                      | -8                      |                         |
| J - Jogos; PG - Pontos ganhos; V - Vitórias; E - Empates; D - Derrotas; GP - Gols Pró; GC - Gols contra; SG - Saldo de gols |                         |                         |                         |                         |                         |                         |                         |                         |                         |                         |

## Premiação
| Campeão Amador de Sorocaba de 1950 |
| ---------------------------------- |
| Fortaleza Clube (5º título)        |